# 聖約翰鎮區 (堪薩斯州斯塔福德縣)
聖約翰鎮區（英語：St. John Township）為美國堪薩斯州斯塔福德縣轄下的鎮區。2010年美国人口普查中此鎮區人口有1,036人。

## 地理
聖約翰鎮區涵蓋總面積為94.1平方（36.32平方英里），其中陸地面積為94.0平方（36.29平方英里），水域面積為0.078平方（0.03平方英里）或0.08%。

## 人口統計
根據2010年美國人口普查，聖約翰鎮區人口有1,036人，其中男性有512人，女性有524人，人口密度為每平方公里11.02人，住房計501戶。鎮區內的白人有967人，非裔美國人有3人，美洲原住民有12人，亞裔美國人有5人，太平洋島裔美國人有0人，其他種族有38人，混血種族則有11人。此外鎮區內有142人為西班牙裔或拉丁裔美國人。此鎮區之年齡中位數為42.8歲，而男性年齡中位數為41.8歲，女性年齡中位數為44.0歲。

## 交通

### 主要公路
- 281號美國國道